# ABU TV Song Festival 2015
Das ABU TV Song Festival 2015 war die vierte Ausgabe des jährlich stattfindenden ABU TV Song Festivals. Das Festival, welches kein Wettbewerb ist, fand am 28. Oktober 2015 im Kongresszentrum in der türkischen Stadt Istanbul statt und fiel mit der 52. Generalversammlung der Asia-Pacific Broadcasting Union (ABU) zusammen, welche an diesem Tag abgehalten wurde. Indien und Kasachstan nahmen erstmals teil, Australien, Brunei und die Volksrepublik China sagten ihre Teilnahme ab, während Malaysia und Afghanistan nach einer einjährigen Pause zurückkehrten. Thailand, das bereits Interpret und Beitrag ausgewählt hatte, zog sich aus unbekannten Gründen vom Festival zurück.

## Austragungsort

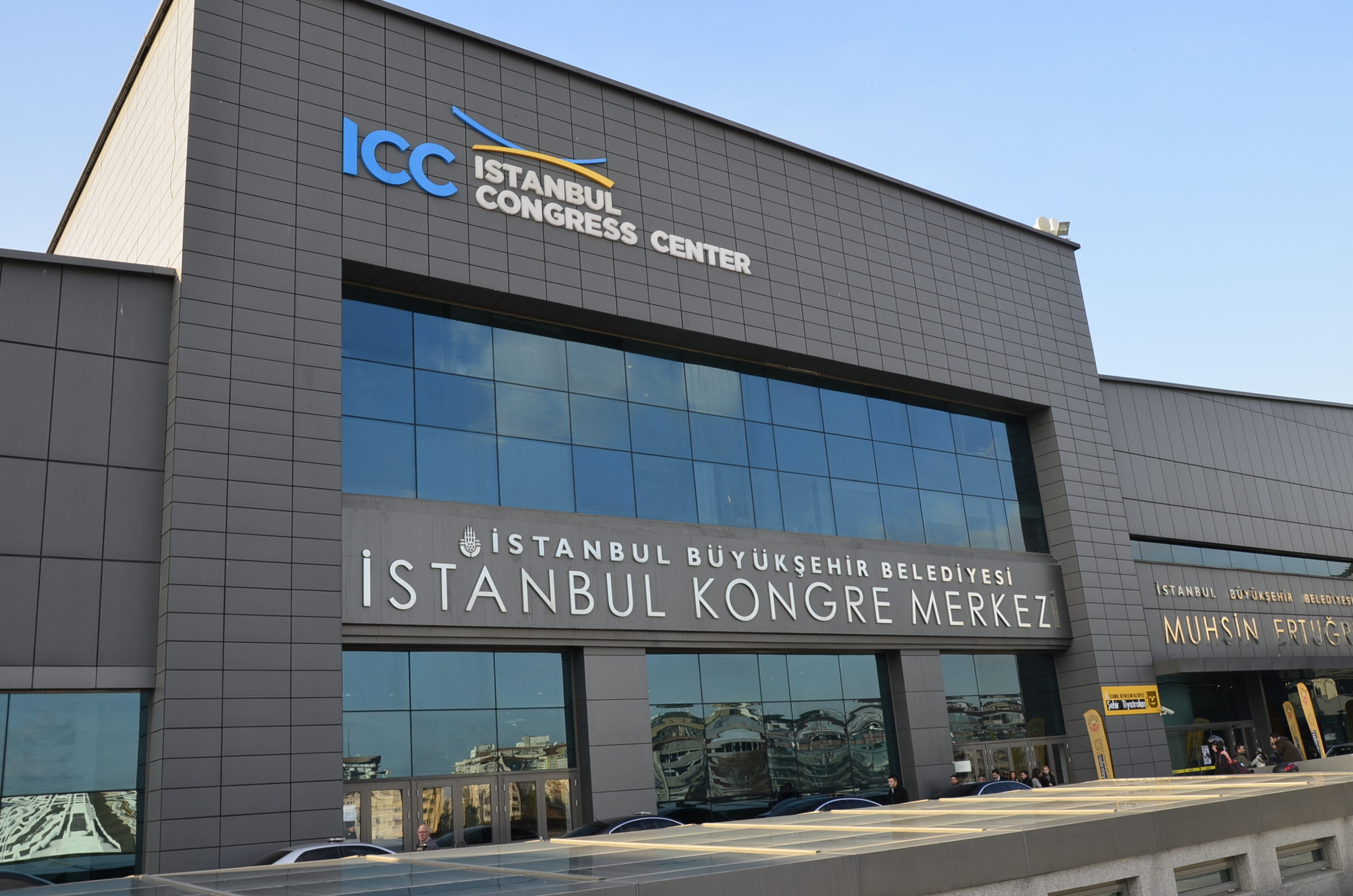
Austragungsort

Länder, die Teilnehmer und/oder Beitrag bereits ausgewählt haben
Länder, die in der Vergangenheit teilgenommen haben, jedoch nicht 2015

Istanbul ist mit knapp 14 Millionen Einwohnern die größte Stadt der Türkei und deren kulturelles Zentrum. Sie ist die einzige Großstadt der Welt, die auf zwei Kontinenten erbaut wurde: Europa und Asien. Getrennt werden diese beiden Stadtteile durch den Bosporus, der das Marmarameer mit dem Schwarzen Meer verbindet. Istanbul war bereits zur Zeit der Römer eine der wichtigsten Städte Europas und hieß unter anderem Konstantinopel und Byzanz.
Das Kongresszentrum (türk.: İstanbul Kongre Merkezi) liegt im europäischen Teil der Stadt im Viertel Beşiktas. Die 2009 erbaute Multifunktionshalle kann 3700 Gäste aufnehmen. Istanbul war zudem Austragungsort des Eurovision Song Contest 2004 und veranstaltete im Dezember 2015 den dritten Türkvizyon Song Contest.

## Austragender Fernsehsender
Als Mitglied der ABU trug Türkiye Radyo ve Televizyon Kurumu (TRT) das 4. ABU TV Song Festival aus.

## Teilnehmer
Die maximale Teilnehmerzahl des Festivals beträgt 15 Länder. Insgesamt nahmen 2015 zwölf Länder teil:
| Startnr. | Land               | Sprache                 | Interpret           | Lied                     | Ungefähre Bedeutung im Deutschen |
| -------- | ------------------ | ----------------------- | ------------------- | ------------------------ | -------------------------------- |
| 01       | Afghanistan        | Dari                    | Mozhdah             | Ghoroore tu, shikaste ma | Dein Stolz, mein Gift            |
| 02       | Malediven          | Dhivehi, Englisch       | Mariyam Unoosha     | The Maldives Song        | Der Malediven-Song               |
| 03       | Kasachstan         | Kasachisch              | Dimash Kudaibergen  | Daididau                 | –                                |
| 04       | Macau              | Kantonesisch            | Ma Man Lei (Kyla)   | Beiduibei (背對背)       | Rücken an Rücken                 |
| 05       | Indien             | Englisch, Hindi         | Sanjeevani Bhelande | Radiant Ruby             | Strahlender Rubin                |
| 06       | Vietnam            | Englisch, Vietnamesisch | Đinh Mạnh Ninh      | In The Music Tonight     | Heute Nacht in der Musik         |
| 07       | Japan              | Japanisch, Englisch     | Scandal             | Sisters                  | Schwestern                       |
| 08       | Indonesien         | Indonesisch             | Zahra Damariva      | Tak kembali              | Kein Weg zurück                  |
| 09       | Hongkong           | Kantonesisch            | Vivian Koo          | Accept The Part          | Akzeptiere den Teil              |
| 10       | Südkorea           | Koreanisch              | CN Blue             | Cinderella               | Schneewittchen                   |
| 11       | Malaysia           | Malaysisch              | Ernie Zakri         | Dialah di hati           | Er ist im Herzen                 |
| 12       | Türkei (Gastgeber) | Türkisch                | Murat Dalkılıç      | Katilimiz olursun        | Du wirst unser Mörder            |

## Absagen
Folgende Länder gaben vor dem Wettbewerb bekannt, dass sie nicht teilnehmen:
- Australien: Am 3. Juni 2015 gab SBS bekannt, dass Australien 2015 nicht teilnehmen wird.[14]
- Brunei: Am 25. Juni 2015 gab RTB bekannt, dass Brunei 2015 nicht teilnehmen wird.[15]
- Neuseeland: Am 11. Juni 2015 gab TVNZ bekannt, dass Neuseeland 2015 nicht teilnehmen wird.[16]

### Thailand
Thailand hatte die Sängerin Lamyong Nonghinhow und ihren Beitrag Jeep aow si kha (จีบเอาสิคะ) ausgewählt, das Land in Istanbul zu vertreten. Da das Land aber weder auf der offiziellen Webseite als Teilnehmer gelistet wurde noch an den Proben teilnahm, hatte es offensichtlich die Teilnahme zurückgezogen.

### Assoziierte Mitglieder
- Russland: Am 30. Juli gab AIST TV bekannt, dass Russland 2015 nicht teilnehmen wird.[18]

## Übertragung
Jedes teilnehmende Land wurde darum gebeten, die Veranstaltung während ihres Sendeprogramms, zusammen mit eingeblendeten Kommentaren und Informationen zum Festival in der Landessprache, auszustrahlen.
- Afghanistan – Ariana Television Network (ATN)
- Hongkong – Television Broadcasts Ltd. (TVB)
- Indien – Doordarshan (DD)
- Indonesien – Televisi Republik Indonesia (TVRI)
- Japan – NHK
- Kasachstan – Kazakhstan Radio and Television Corporation (KRTC)
- Macau – Teledifusão de Macau (TDM)
- Malaysia – Radio Televisyen Malaysia (RTM)
- Malediven – Television Maldives (TVM)
- Südkorea – Korean Broadcasting System (KBS)
- Türkei – Türkiye Radyo ve Televizyon Kurumu (TRT)
- Vietnam – Vietnam TV (VTV)